# Улица Зеке Буљубаше (Београд)
| Улица Зеке Буљубаше | Улица Зеке Буљубаше       |
| ------------------- | ------------------------- |
|                     |                           |
| Општина             | Звездара                  |
| Почетак             | Улица Светог Николе 98    |
| Дужина              | 300 m                     |
| Ширина              | 5 m                       |
| Створена            | 1930.године               |
| Стари називи        | Улица Капетана Гарашанина |
|                     |                           |
|                     |                           |
|                     |                           |

Улица Зеке Буљубаше се налази у Београду, припада Општини Звездара. Улица се налази близу Новог гробља. Протеже се од улице Светог Николе 98, поред Ђурићеве и Крфске улице, до улице 21. дивизије. Улица је дуга око 300m.

## Историјат
Улица Зеке Буљубаше је добила име 1930. године и од тада до данас носи то име. А претходни назив улице је улица Капетана Гарашанина, која је под тим именом била од 1924. године до 1930. године.

## Порекло назива улице
Улица Зеке Буљубаше је добила име од Јовану Глигоријевићу, познатијем по надимку Зека Буљубаша. Био је јунак из I српског устанка. Он се истакао посебним јунаштвом, и као буљубаша је са својом дружином чувао границу од упада Турака.

## Значајни објекти у близини
- Ново гробље
- Техноарт Београд
- Зуботехничка школа Звездара

## Линије градског превоза
Линије градског превоза које пролазе близу ове улице су аутобус 65, 74 и 79, као и тролејбус 40.